# Chusaris rubricena
Chusaris rubricena là một loài bướm đêm trong họ Noctuidae.